# 미노오시
미노오시(일본어: 箕面市)는 일본 오사카부 북부에 있는 시이다. 예전부터 슈겐도의 도장이었다.

## 지리
남부에는 주택지가 펼쳐져 있고 인구의 대부분은 이 남부에 모여 있다. 오사카 도시권의 주택 지역, 고급 주택지로 발전해 왔다. 서남부는 옛 시가지, 주택지가 펼쳐져 있고 동남부에는 신흥 주택지가 펼쳐져 있다. 현재 국제문화공원도시 서부 지구의 개발이 진행되고 있고 미노오역 쪽의 개발은 현재 본격화되고 있다.
서남부에는 미노오강이 남서 방향으로 흐르고 이와 함께 한큐 전철 미노오선이 지나고 있다. 중남부에서 센리강이 서쪽으로, 동남부에서 가쓰오지강이 동쪽으로 흐른다. 중부와 북부는 산간지에 미노 폭포, 가쓰오지 등 관광 명소와 미노댐 등이 있다.
북부에는 도도로미에 취락이 있지만 남부와는 산으로 막혀있기 때문에 지역적으로 하나가 되지 않았었다. 2007년 5월 30일에 도도로미와 미노 신도심을 묶는 미노 그린 로드(미노 유료도로)가 완성되어 시 남부와 오사카 도심으로의 접근이 편리하게 되었다.

## 역사
- 1889년 4월 1일 - 정촌제 시행으로 도시마군 미노촌, 가야노촌, 도도로미촌이 성립하였다.
- 1896년 4월 1일 - 도요노군이 성립하였다.
- 1948년 1월 1일 - 미노촌이 정으로 승격해 도요노군 미노정이 되었다.
- 1948년 8월 1일 - 가야노촌, 도도로미촌을 미노정에 편입하였다.
- 1956년 12월 1일 - 미시마군 도요가와촌을 미노정에 편입해 오사카부에서 24번째 시가 되어 미노오시가 되었다.

## 교통

### 철도
- 한큐 전철 미노오선
- 기타오사카 급행 전철 난보쿠선

### 도로
- 신메이신 고속도로
- 국도 제171호선 (일본)(일본어판)
- 국도 제423호선 (일본)(일본어판)

## 인구
| 연도 | 인구    | ±%     |
| ---- | ------- | ------ |
| 1960 | 34,249  | —      |
| 1970 | 57,414  | +67.6% |
| 1980 | 104,112 | +81.3% |
| 1990 | 122,120 | +17.3% |
| 2000 | 124,898 | +2.3%  |
| 2010 | 129,777 | +3.9%  |